# Чолтово
Чолтово (словац. Čoltovo) — село в окрузі Рожнява Кошицького краю Словаччини, історична область Гемера. Площа села 15,37 км². Станом на 31 грудня 2016 року в селі проживало 479 жителів.

## Географія
Протікають річки Слана і Соградь.

## Історія
Перші згадки про село датуються 1291 роком.

## Населення
| Рік:            | 1994. | 2004.    | 2014.   | 2024.   |
| --------------- | ----- | -------- | ------- | ------- |
| Кількість осіб: | 421   | 470      | 484     | 470     |
| Різниця:        |       | +11,63 % | +2,97 % | -2,89 % |

| Рік:            | 2023. | 2024. |
| --------------- | ----- | ----- |
| Кількість осіб: | 470   | 470   |
| Різниця:        |       | +0 %  |